# 2013年3月

## 3月1日
- 美國總統歐巴馬簽署命令，啟動美國聯邦政府自動減支機制（英语：2013 Sequestration），預計在今年內削減850億美元開支计划。CNN（页面存档备份，存于）中央社（页面存档备份，存于）

## 3月5日
- 中华人民共和国第十二届全国人民代表大会第一次会议在北京开幕，与会代表2987名新华网（页面存档备份，存于）。
- 委内瑞拉总统乌戈·查韦斯于2013年3月5日当地时间下午4时25分去世，享年58岁。人民网（页面存档备份，存于）CNN News（页面存档备份，存于）

## 3月6日
- 歐洲專利局今公布各營運公司專利申請數資料，其中以三星電子的件數達2,251件奪冠，西門子的2,193件居次。中央社

## 3月11日
- 天文學者凱文·祿鍆（Kevin Luhman）宣布發現由兩顆棕矮星組成的聯星WISE J104915.57-531906（編號縮寫為WISE 1049-5319），位於船帆座，距離地球只有6.5光年，是太陽以外距離地球第三近的恆星。賓州大學網頁

## 3月12日
- 美國太空總署召開新聞發佈會表示，從分析好奇號探測車在火星搜集的數據，科學家認為火星很可能曾經具有支持生命的條件。 美國太空總署（页面存档备份，存于）
- 俄羅斯總統普丁今正式提名，首席經濟幕僚埃尔维拉·纳比乌里娜出任俄國央行總裁，此任命將成為八大工業國（G8）中，首位女性央行總裁。中央社

## 3月13日
- 阿根廷樞機豪爾赫·馬里奧·贝戈格里奥在2013年教宗選舉秘密會議中被選為第266任教宗，取名方濟各，是第一位耶穌會士當選教宗。加拿大廣播公司（页面存档备份，存于） BBC中文网（页面存档备份，存于）

## 3月14日
- 中国第十二届全国人民代表大会选举中共中央总书记习近平为中华人民共和国主席和国家中央军委主席，选举中央政治局委员李源潮为国家副主席，选举中央政治局常委张德江为全国人大常委会委员长。新华网（页面存档备份，存于）
- 芝加哥菲爾德博物館今宣布，科學家在肯亞的曼達島發現1枚有600年歷史的罕見中國錢幣（判定為中國明成祖皇帝所發行）。中央社
- 歐洲核子研究組織發佈新聞稿表示，先前探測到的新粒子是希格斯玻色子。 歐洲核子研究組織（页面存档备份，存于）

## 3月17日
- 日本建築師伊東豊雄以仙台媒體中心獲頒。官方網站（页面存档备份，存于）臺灣公共電視台 新聞網（页面存档备份，存于）

## 3月20日
- 英國「每日郵報」報導，美國哈佛大學研究發現，13萬3,000起糖尿病死亡病例，4萬4,000起心臟病死亡病例和6,000起癌症死亡病例，皆與含糖飲料有關，且絕大多數發生在中低所得國家。中央社（页面存档备份，存于）

## 3月21日
- 歐洲太空總署發佈普朗克衛星的首幅宇宙微波背景輻射圖，是至今為止最準確的背景輻射圖，並表示宇宙年齡比預想的更老，約為138億年。國家航空暨太空總署網頁（页面存档备份，存于）
- 联合国人权理事会47个成员国一致通过成立朝鲜人权调查委员会的决议案。腾讯网（页面存档备份，存于）

## 3月22日
- 巴基斯坦西南部贾法拉巴德地区的一个公交车站当天上午遭到炸弹袭击，至少6人死亡、40多人受伤。[來源請求]
- 韩国最新修订的“过度曝光法令”将正式生效。女性在公共场合穿着过于短小的迷你裙，一旦被认定为“过度曝光”，可处以50000韩元的罚款。[來源請求]CNN（页面存档备份，存于）

## 3月23日
- 中国国家主席习近平访问俄罗斯国防部，成为第一位到访俄罗斯国防部并参观俄罗斯联邦武装力量作战指挥中心的外国元首。网易

## 3月24日
- 俄罗斯总理梅德韦杰夫签署命令，将俄美合作研究利用太空空间的协议延长至2020年。[來源請求]
- 巴基斯坦前总统佩尔韦兹·穆沙拉夫结束了4年多的自我放逐，从迪拜乘机返回巴基斯坦。新华网（页面存档备份，存于）

## 3月25日
- 塞浦路斯与欧盟、欧洲中央银行和国际货币基金组织就援助协议要点达成一致，将提交给欧元区财长讨论批准，避免金融崩溃。新华网（页面存档备份，存于）
- 中非共和国反政府武装联盟“塞雷卡”领导人米歇尔·多托贾宣布中止宪法，解散议会和政府，并称在举行选举前由他本人通过颁布法令的方式治理国家。新华网（页面存档备份，存于）

## 3月26日
- 美國、德國、馬達加斯加...等國家生物學家今宣佈，米洛西塔倭狐猴（Microcebus marohita）與塔諾西倭狐猴（Microcebus tanosi）為不同物種，目前已列入鼠狐猴家族。此兩種動物分別在2003年與2007年被發現，但正式分辨出為不同物種，卻是花費了多年時間，而其中的米洛西塔倭狐猴，已被建議列入「瀕危物種紅皮書（Red List）」之列。中央社

## 3月27日
- 台灣在當地時間上午10時03分19.7秒於台灣中部山區的盲斷層地震，震央在北緯23.9度、東經121.07度（南投縣仁愛鄉境內），震源深度15.4公里，芮氏規模6.1，造成一死86傷。（臺灣）交通部中央氣象局（臺灣）內政部消防署全球資訊網